# Падрон, Хуан
Хуан Мануэль Падрон Бланко (исп. Juan Manuel Padrón Blanco; 29 января 1947 — 24 марта 2020) — кубинский режиссёр анимации и художник комиксов, наиболее известный как создатель комиксов и мультфильмов об Эльпидио Вальдесе.

## Жизнь и творчество
Родился в Матансасе. С 1963 года публиковал эскизы и карикатуры для кубинских журналов и газет. В 1970 году он выступил создателем Эльпидио Вальдеса — мультипликационного персонажа, борющегося с испанскими колонизаторами партизана-мамби. Помимо комиксов, ему посвящены более шестидесяти короткометражных фильмов и два полнометражных фильма.
Падрон также привлёк международное внимание благодаря ориентированному на взрослых мультипликационному комедийному фильму «Вампиры в Гаване», ставшему культовым за рубежом.
Всего Падрон снял шесть художественных анимационных фильмов, а также множество короткометражных (в основном об Эльпидио Вальдесе) и одноминутные комедийные сценки для взрослых «Фильминутос». Кроме того, экранизировал комиксы о Мафальде, созданные его другом, аргентинским карикатуристом Хоакином Сальвадором Лавадо, более известным под псевдонимом Ки́но.
Среди многочисленных признаний и наград Хуана Падрона — медаль Алехо Карпентьера (1988),  ежегодная журналистская премия Хуана Гуальберто Гомеса (1989),  Орден Хуана Маринельо (1999), орден Феликса Варелы (2001),  Национальная юмористическая премия Кубы (2004). В 2008 году Падрон стал лауреатом Национальной кинопремии Кубы.
24 марта 2020 года Хуан Падрон скончался в Гаване после нескольких дней пребывания в больнице в отделении интенсивной терапии из-за заболевания лёгких.